# روزنامه‌نگاری تحلیلی
روزنامه‌نگاری تحلیلی، حوزه‌ای از روزنامه‌نگاری است که تلاش دارد به جای ایجاد موافقت و درک عمومی، حقیقت پیچیده را نشان دهد.
این روش، جلوه‌های روزنامه‌نگاری تحقیقی و گزارش‌نویسی توضیحی را ترکیب می‌کند. روزنامه‌نگاری تحلیلی می‌تواند به عنوان واکنشی به ارتباطات حرفه‌ای از سمت عوامل، زیادی اطلاعات و پیچیدگی رو به رشد در جهان باشد. هدف این روش این است که تفسیرهای مبتنی بر مشاهده از واقعیت را خلق کند، و معمولاً با راه‌های تسلط بر فهم یک پدیدهٔ خاص روبرو می‌شود.
تمایزی بین اصطلاحات فعالیت‌های تحقیقی و محصولات روزنامه‌ای وجود دارد که بارها از متدهای تحقیقی علوم اجتماعی بهره می‌گیرد. روزنامه‌نگار روی موضوع خاصی مهارت به دست می‌آورد و می‌تواند دربارهٔ پدیده‌ای که قابل مشاهده نیست بنویسد. در بهترین حالت، روزنامه‌نگاری تحقیقی به شکلی عمیق تحلیلی هم هست اما نیت و قصد آن از اول مشخص است.
هدف اولیهٔ روزنامه‌نگاری تحلیلی توضیح دادن و روشن کردن است. این روش، موضوعش را با شرح پس‌زمینه، جزئیات تاریخی و داده‌های آماری شرح می‌دهد. هدف یک توضیح قابل درک است که درک مخاطب از یک پدیده را شکل می‌دهد. روزنامه‌نگاری تحلیلی می‌خواهد اطلاعات مختلف را جمع کرده و ارتباطی بین آن‌ها پیدا کند که در لحظهٔ اول مشخص نیست. تأثیر آن معمولاً و بیشتر در تحلیل حقایق است تا خود حقایق به تنهایی و با استدلال‌ها و توضیحات دیگر هم استفاده می‌شود. به این شکل، روزنامه‌نگاری تحلیلی تلاش دارد تا یک فهم عمیق‌تری از یک موضوع را بدهد.